# Sure. Fine. Whatever.
Albums de Hightower (groupe)
Club Dragon
Sure. Fine. Whatever. est le premier album du groupe Hightower. Cet album est sorti le 24 octobre 2014 sur les plateformes digitales et début 2015 en disque vinyle et CD par leur premier label Knives Out Records. L'album a été enregistré à l'Omen Room Studio à Los Angeles, Californie par Steve Evetts.

## Titres

### Face A - Hope
1. Aqua Tiger - 2:47
2. 1076 - 1:33
3. This is Really Neat - 3:04
4. Under a Funeral Moon - 3:29
5. D.T.T.F.W.D. - 2:30
6. Motion Sickness - 0:44
7. Sliders - 2:45

### Face B - Despair
1. Mathematical Crank - 1:33
2. Cobblepot - 1:45
3. Fuck You, Peter - 2:37
4. Passing By - 3:04
5. See You At The Party, Malcom - 4:03

## Musiciens
- Romain Mariani : batterie
- Jérémie Lombard : guitare
- Benjamin Dubois : guitare
- Alexis Calvi : basse
- Vincent Crespel  : chant